# Féroé (cheval)
Vous lisez un « bon article » labellisé en 2022.
Le Féroé (féroïen : føroysk ross) est un poney insulaire de petite taille, propre aux îles Féroé. Ses ancêtres sont probablement arrivés avec des colons scandinaves ou celtes entre les années 500 et 800. Les premières traces écrites de sa présence remontent aux années 1600. Utilisé par les habitants des îles en fonction de leurs besoins agricoles, ce poney est largement exporté vers les îles Britanniques, pour le travail dans les mines, et vers le Danemark, avant de tomber dans l'oubli et de frôler l'extinction.
Tous les poneys Féroé actuels descendent de cinq ou six individus nés au milieu du XXe siècle, et sont préservés grâce à la constitution de l'association Felagið Føroysk Ross en 1978. Dotée d'une très grande résistance, d'impressionnantes capacités de portage et d'une aptitude aux allures supplémentaires, notamment le tölt, la race souffre des effets de son importante consanguinité, qui la menace d'extinction en raison de la faible fertilité des juments. Elle bénéficie de différents plans de sauvegarde. Le Féroé reste désormais strictement local, et n'est plus exporté hors de ses îles d'origine.

## Dénomination
La race est connue en français sous les noms de « cheval » ou de « poney des îles Féroé » ; la notion de « poney » n'existant pas chez les Féroïens, il est nommé Føroysk ross ou Føroyska rossi en féroïen (« cheval féroïen »). Son nom en danois est Færøsk hest, ou Føroyar, et son nom en anglais Faeroe Islands Horse ou Faeroe Islands Pony,.
La graphie du nom de cette race de chevaux fait appel à une lettre initiale en majuscule, dans la mesure où elle doit son nom aux îles Féroé.

## Histoire

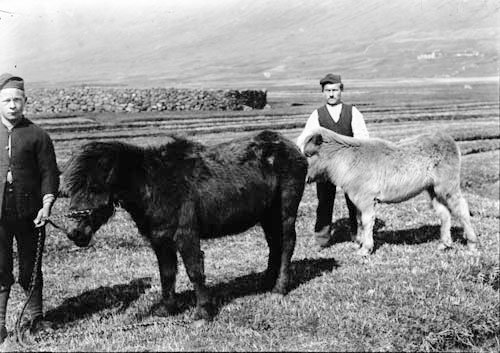
Des poneys à Hvalvík, vers 1898 ou 1899.

L'histoire du cheval sur les îles Féroé reste mal documentée. Ces îles, situées entre l'Islande et les îles Shetland, accueillent peu de végétation, avec un climat à faible amplitude thermique annuelle, dominé par la pluie et la brume. L'information relative à la gestion de la population chevaline locale est « insuffisante ».

### Origines
Il existe plusieurs hypothèses quant aux origines de ces poneys. Quoi qu'il en soit, ils constituent vraisemblablement l'une des races de chevaux les plus anciennes et les plus pures au monde,,, avec peu de croisements survenus au cours de leur histoire, et une adaptation au climat local.
L'arrivée des premiers chevaux sur les îles Féroé coïncide vraisemblablement avec celle des colons, entre 500 et 800,, leur origine serait donc scandinave et/ou celtique,,,, depuis la Scandinavie ou les îles Britanniques. Pour l'auteur autrichien Martin Haller, les ancêtres de la race ont été amenés par des colons islandais. En 1906, le biologiste britannique Francis H. A. Marshall défend la thèse d'une origine celtique, par les îles Britanniques. Le zoologue écossais James Cossar Ewart inclut la race à l'hypothétique type Equus caballus celticus, assurant qu'il en restait des spécimens sur les îles Féroé à la fin du XIXe siècle.
Au fil du temps, divers croisements ont pu se produire.
En septembre 2004, lors d'un congrès scientifique à Tokyo de The International Society for Animal Genetics, les chercheurs Sofia Mikko, Carl-Gustaf Thulin et Tróndur Leivsson présentent les résultats d'analyses génétiques comparatives menées sur la race. Il en est conclu que, génétiquement, le poney des îles Féroé est très proche de l'Islandais.

### Documentation historique

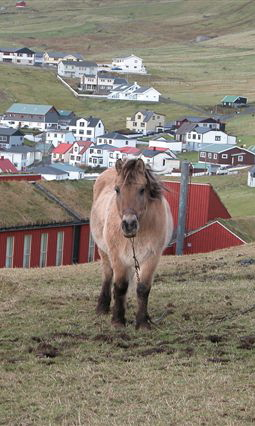
Un poney de races mixtes à Porkeri.

Les premières sources écrites connues à propos des chevaux et de leurs usages sur ces îles remontent aux années 1600. Ils vivent vraisemblablement en semi-liberté dans les zones montagneuses de l'archipel. À leur apogée, en 1880, on compte environ 800 poneys sur l'ensemble des îles,,. Le développement de la mécanisation de l'agriculture à la fin du XIXe siècle entraîne de nouveaux usages pour ces poneys, dans la traction agricole. De 1850 à 1920, un marché florissant existe pour le commerce des poneys à destination des mines britanniques,,. L'interdiction du travail des enfants dans ces mines accroit encore la demande. Dans plusieurs villages, des paysans vendent l'intégralité de leurs poneys. Puis c'est au Danemark que les poneys sont exportés, de 1900 jusqu'à la Seconde Guerre mondiale.
Parallèlement à cette demande, la population insulaire se réduit, de même que l'intérêt pour les chevaux féroïens purs, ce qui entraîne une augmentation de l'importation de chevaux d'autres races. Ces chevaux importés viennent notamment d'Islande et de Norvège, ce qui a pour conséquence l'apparition de races mixtes, une augmentation de la hauteur au garrot du cheptel (à 1,25 m-1,32 m) et une amélioration de la capacité à travailler, mais nuit à leur aptitude à passer l'hiver.
Il semble que des restrictions sévères à l'utilisation d'étalons étrangers soient promulguées durant les années 1930, alors que ces étalons étrangers sont largement utilisés.

### Déclin et sauvegarde
La race a failli disparaître durant les années 1950 et 1960. Il ne reste alors que cinq ou six individus recensés,,. La race ne compte plus qu'un seul étalon né en 1962, et quatre juments, dont deux issues d'une reproduction consanguine père-fille.
Dans les années 1970, Trond Hansen Leivur et l'Université d'Uppsala, en Suède, tentent d'isoler des poneys qui n'ont pas connu de mélanges avec les autres races nordiques,. Ils isolent seulement neuf spécimens. En 1978, afin de mutualiser les efforts de sauvegarde de cette race en danger, des Féroïens créent l'association Felagið Føroysk Ross, et commencent à documenter les généalogies. Le nombre de nouvelles naissances reste longtemps très bas, mais le cheptel remonte à 27 individus en 1988, puis à une trentaine. Cependant, le programme de sauvegarde est abandonné en raison de l'embauche du jeune scientifique qui le gérait à Copenhague. La dispersion sur plusieurs îles empêche l'accroissement du cheptel, du fait de l'impossibilité de former des troupeaux. De plus, d'après le journaliste Marc Mellet, les propriétaires d'animaux ne s'entendent pas et refusent de se regrouper pour sauver la race. En 1997, un plan de sauvegarde est conçu en collaboration avec le chercheur islandais Stefán Aðalsteinsson.
En 2001, 17 poneys sont répertoriés sur l'île principale des Féroé, pour une quarantaine au total. En 2002, une banque du sperme est créée à Royndarstøðin et reçoit le sperme congelé de neuf étalons différents, grâce au soutien de la Nordisk Genbank Husdyr et du gouvernement danois.
En 2004, on enregistre une augmentation de la population, 47 poneys, soit : vingt juments, seize étalons et onze hongres. Avec beaucoup d'effort, les effectifs de la race sont stabilisés à une cinquantaine de chevaux. Le poney des îles Féroé a été identifié génétiquement comme race à part entière en 2004. Les effectifs de la race locale remontent à 70 en 2015, puis 76 l'année suivante. L'association Felagið Føroysk Ross fête ses 40 ans en 2018.

## Description

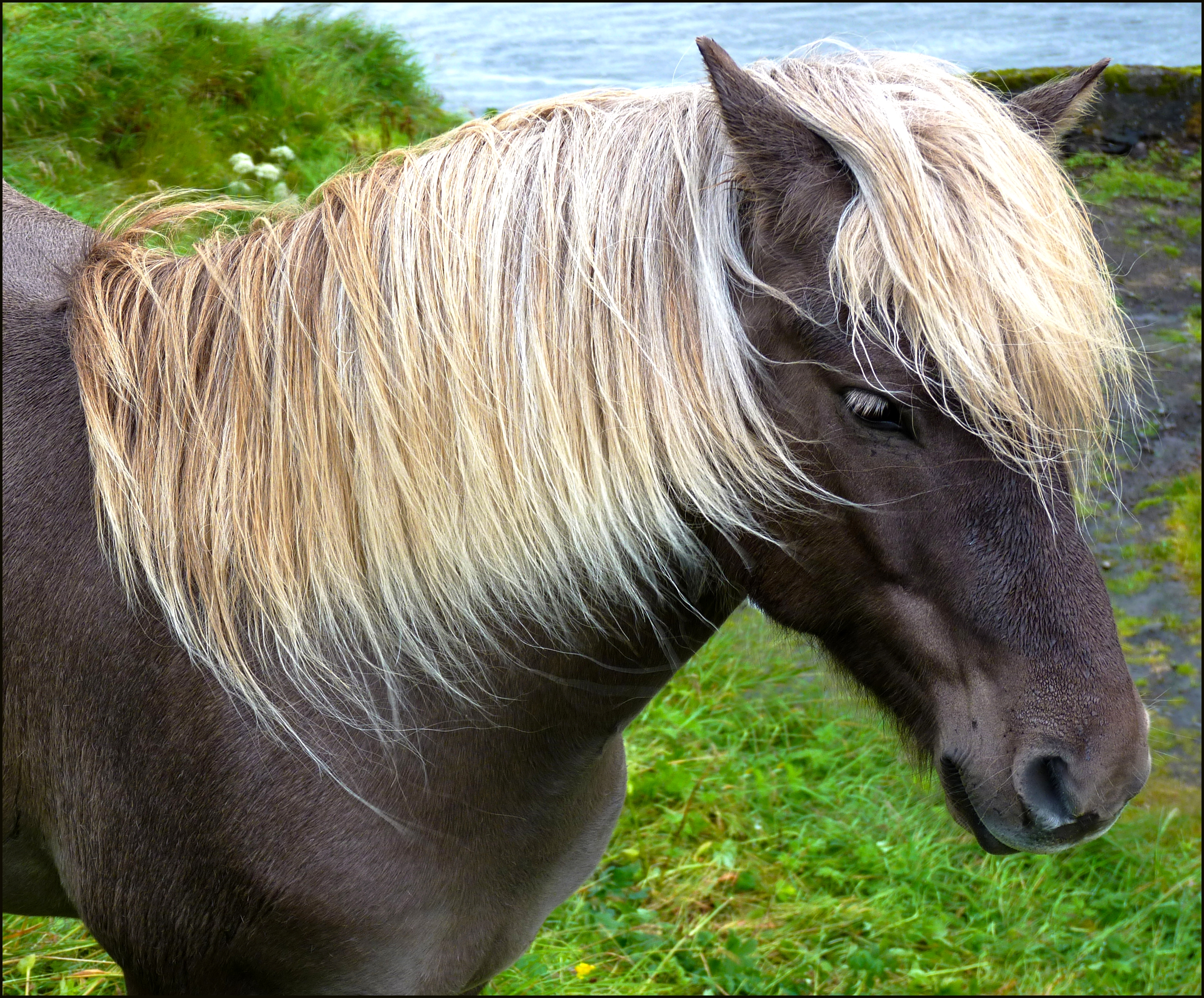
Une tête d'un Féroé de robe noir silver.

Le Féroé est très proche de l'Islandais, qui comme lui a vécu isolé durant une longue période,,.

### Taille et poids
C'est un poney de petite taille, qui toise généralement entre 1,15 m et 1,25 m au garrot, 1,18 m à 1,25 m selon le journaliste Marc Mellet en 2003, 1,14 m à 1,24 m selon le guide Delachaux. Les inspections de référence des poneys de trois ans et plus (en 1987 et 1988) montrent une taille de 1,20 m à 1,32 m, pour un tour de poitrine de 1,40 m à 1,74 m, et un tour de canon de 16 à 17,5 cm.
Le poids va de 250 à 300 kg.

### Morphologie

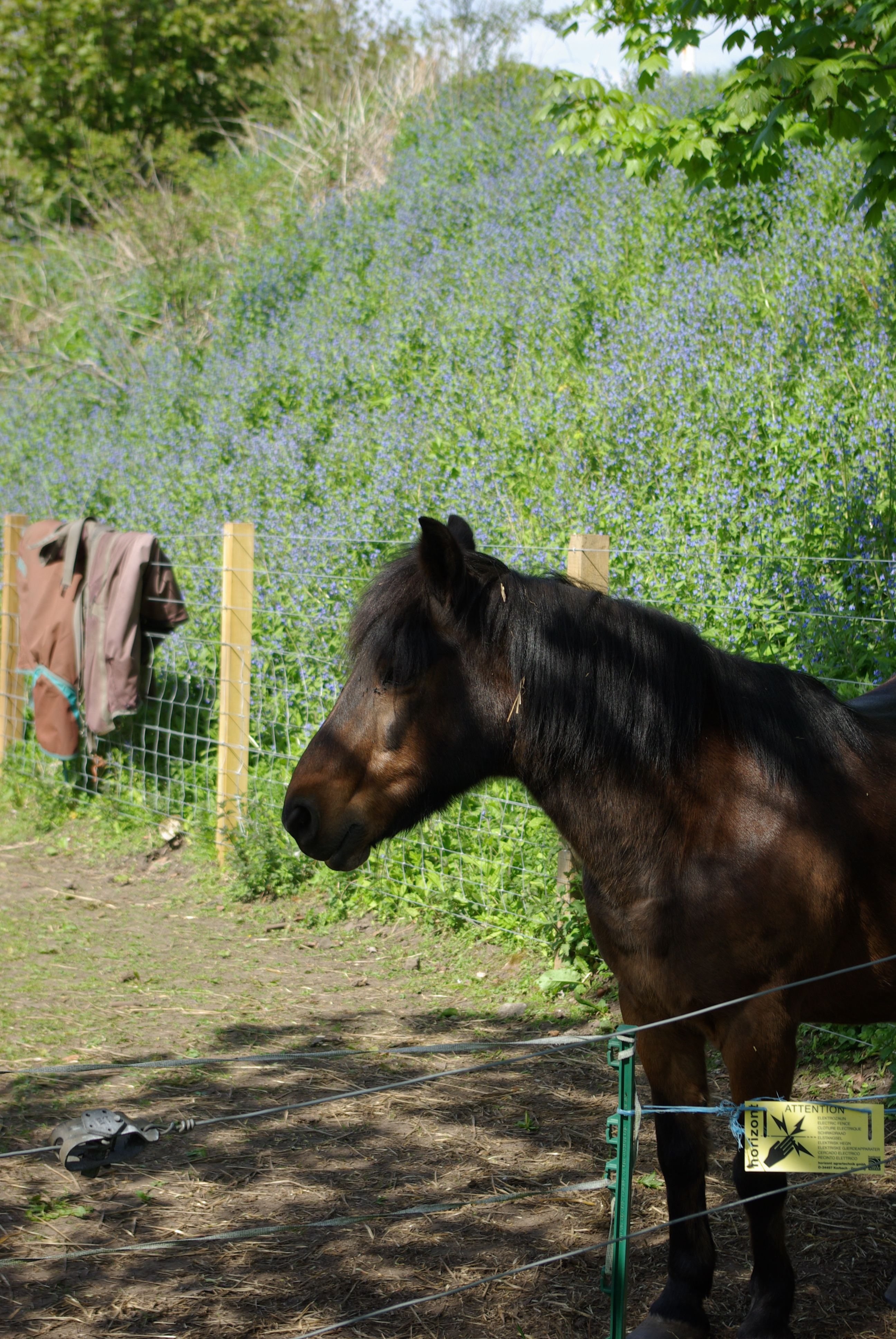
Avant-main d'un poney des îles Féroé de robe baie, en pelage d'été.

La description phénotypique du Féroé a été effectuée par le consultant national danois en élevage de chevaux, Henning Rasmussen, en 1987 et 1988. Dans son apparence, la race montre une grande stabilité.
La tête est sèche et expressive. L'encolure est courte, mais bien attachée (ni trop bas, ni trop haut). La ligne du dessus est solide. La croupe est musclée et bien formée, mais souvent courte.
Les cuisses sont musclées. Les articulations du genou et du jarret sont toujours bien marquées. Les membres sont courts et robustes, terminés par un sabot dur grâce à une excellente qualité de corne. Les crins sont très abondants.

### Allures

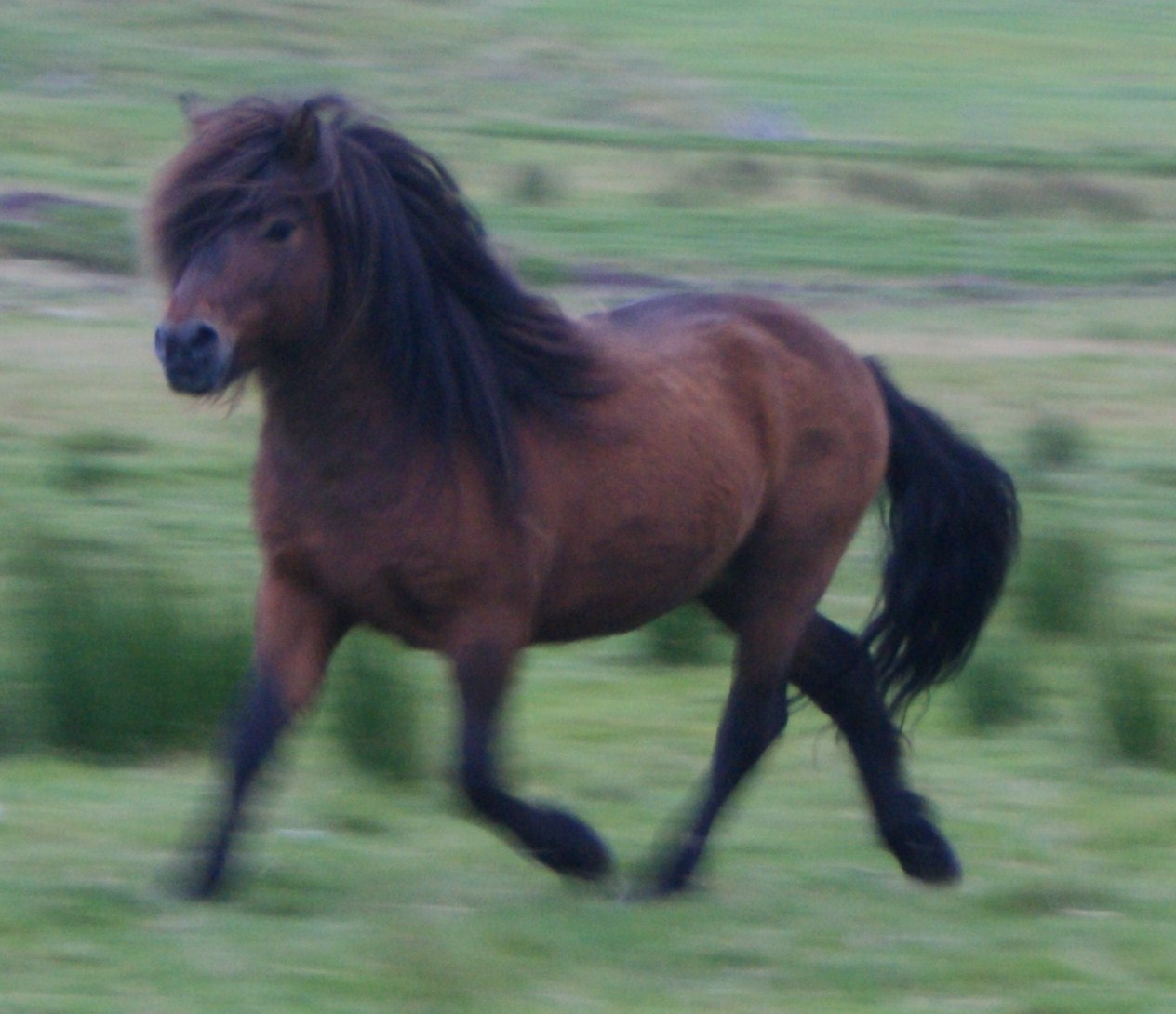
Poney des îles Féroé au trot.

Le mouvement est décrit comme énergique et léger, avec un pied très sûr. Ce poney est connu pour ses allures supplémentaires, dont un amble rompu nommé tölt, qu'il partage avec l'Islandais.
Le Féroïen a fait l'objet d'une étude visant à déterminer la présence de la mutation du gène DMRT3 à l'origine des allures supplémentaires : l'étude de 21 sujets a permis de détecter la présence de cette mutation chez 14,3 % d'entre eux, et de confirmer l’existence de chevaux avec des allures supplémentaires (tölt et amble) parmi la race.

### Robe
Toutes les couleurs de robe sont autorisées par le standard de race. La robe est généralement baie sous toutes les nuances, plus rarement noire,, ces deux couleurs étant les plus fréquentes,,. Elle peut aussi être alezane avec des crins lavés, ou pie,, mais seuls le pie noir et le pie bai sont cités, le pie alezan n'étant pas répertorié,. Les robes palomino et le gène Dun sont possibles,. Le gène du grisonnement n'existe pas chez le poney féroïen,, mais il a pu exister par le passé.

### Tempérament et entretien

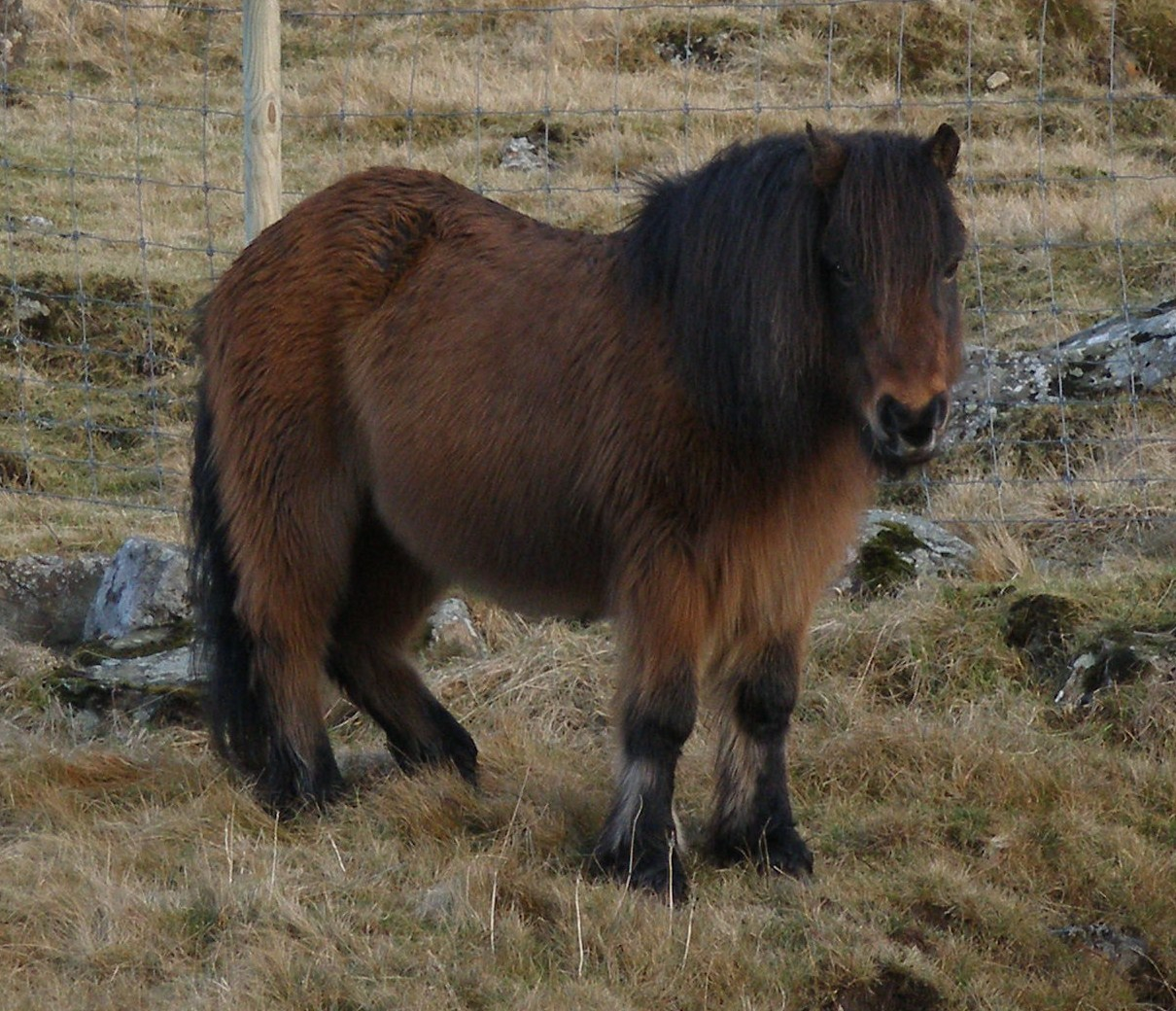
Le poney féroïen bai Grani 1 en pelage d'hiver, en 2006, à l'âge de 19 ans.

C'est un poney très tenace et endurant, parfaitement adapté au terrain, au climat et au couvert végétal des îles Féroé. Il est capable de porter un poids important comparativement à sa taille. Historiquement, en dehors des périodes de travail, les poneys féroïens vivaient en liberté sans alimentation complémentaire tout au long de l'année, ce qui a vraisemblablement eu pour conséquence une réduction de leur taille (nanisme insulaire).
Avant l'hiver, ils prennent du poids de façon importante. D'après Bonnie Lou Hendricks, leur ventre constituant alors un point faible thermique, les poneys se protègent en conservant une position debout pendant la totalité de leur sommeil, ce qui leur permet de garder leur ventre au sec. Leur poil devient très épais pour les protéger des intempéries,, avec de longs poils de couverture denses et hydrofuges. Le poil d'été est court et brillant. Le poney des îles Féroé est réputé pour être confiant et calme, avec une grande stabilité de tempérament. Il peut toutefois présenter un caractère obstiné.
Les sources littéraires des années 1600 à 1800 mentionnent des chevaux dits tøku, c'est-à-dire entraînés à mener eux-mêmes les moutons.

### Sélection et santé
La population actuelle descend entièrement d'un tout petit nombre de poneys nés entre les années 1940 et 1960. Tous les poneys répertoriés sont enregistrés dans un registre généalogique, et un typage sanguin est effectué,,. En 2018, le Føroya Fongur, un arbre généalogique original numérisé, a été créé en partenariat avec l'association Felagið Føroysk Ross et Bændasamtök Íslands. La conservation génétique de la race est assurée par la Nordisk Genbank Husdyr (Banque nordique de gènes du bétail). 
En raison de la très forte réduction de ses effectifs, la race a subi un goulet d'étranglement génétique. En conséquence, sa diversité génétique est basse. En 2022, 11,3 % des chevaux de la race présentent un coefficient de consanguinité supérieur à 30 %, alors que ce taux devrait être inférieur à 10 %. Il est préconisé de choisir les reproductions en fonction du degré de consanguinité entre les deux parents, pour éviter les risques de dépression endogamique.
Aucun signe de maladie liée à la consanguinité n'avait été détecté en 2004. Cependant, en 2019 et 2021, la très faible fertilité des juments a été attribuée à leur consanguinité importante. Trente pour cent des juments de race féroïenne souffrent d'endométrite équine.

## Utilisations
Historiquement, le poney féroïen est bâté pour transporter de lourdes charges, monté beaucoup plus rarement, et jamais attelé, les îles Féroé ne disposant pas de routes carrossables,. Il était mis au travail périodiquement en fonction de besoins spécifiques, tels qu'apporter le fumier dans les champs, transporter la tourbe jusque dans les maisons, ou bien pendant la récolte du foin et des céréales. 
Les Féroïens ne consomment pas de viande de cheval.
Il est désormais une monture d'équitation de loisir, et est essentiellement élevé pour le tourisme et les loisirs,. Il peut être monté par les enfants et les adultes.

## Diffusion de l'élevage

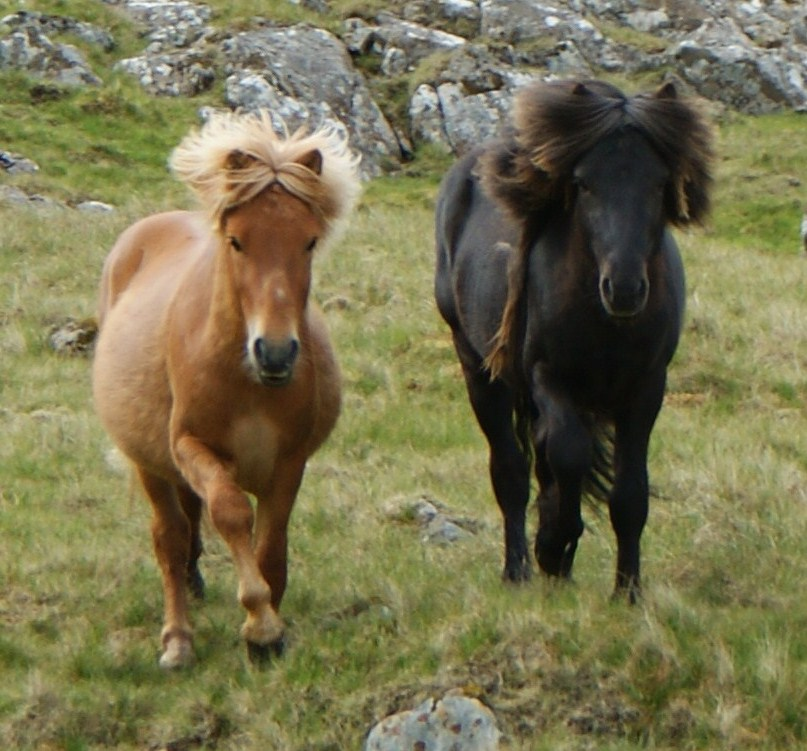
Deux poneys des îles Féroé au pas.

Le Féroé est classé comme race de chevaux locale des îles Féroé sur la base de données DAD-IS et par CAB International. Autrefois présent sur la plupart des îles, il ne se trouve désormais plus qu'à Tórshavn (la capitale des îles Féroé) et dans ses environs. Le cheptel n'est pas exporté, mais il existe (en 2021) une demande de certains éleveurs pour exporter des poneys vers le Danemark.
La race est considérée comme étant en danger critique d'extinction (données 2022),. Ces poneys sont élevés par un petit nombre d'éleveurs qui en font un loisir. La sensibilisation et l'intérêt pour la conservation de cette race locale ont cependant augmenté au début du XXIe siècle.
En 2003, Haller estime le nombre de chevaux et poneys sur les îles Féroé à environ 500. En 2017, le cheptel  de la race locale recensé est de 81 poneys. 

## Dans la culture

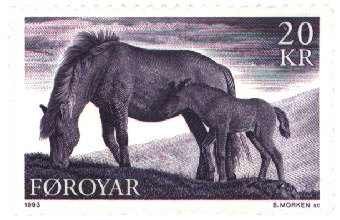
Jument et poulain sur un timbre féroïen.

Le Féroé est considéré comme un héritage culturel et sociétal des îles Féroé, lié à son histoire agricole.